# Vyeleeb Hacâstâmjävri
Vyeleeb Hacâstâmjävri eller Vuålåbus Haattsastamjävri är en sjö i kommunen Enare i landskapet Lappland i Finland. Sjön ligger 228 meter över havet. Arean är 35 hektar och strandlinjen är 3,54 kilometer lång. Sjön  ingår i Neidenälvens huvudavrinningsområde.   Den ligger omkring 340 kilometer norr om Rovaniemi och omkring 1000 kilometer norr om Helsingfors. 